# Shirley Crabtree
Shirley Crabtree, Jr (14 de noviembre de 1929-2 de diciembre de 1997), más conocido como Big Daddy, fue un luchador profesional inglés que tenía un pecho de 64 pulgadas. Trabajó para la Joint Promotions y la British Wrestling Federation. Inicialmente un villano, hizo pareja con Giant Haystacks. El posteriormente se volvió un face, trabajando hasta los años 90.

## Carrera

### Inicios
Crabtree decidió seguir los pasos de su padre, Shirley Crabtree, Sr., volviéndose un luchador profesional en 1952. Se volvió popular a fines de los años 50 e inicios de los años 60 como un hombre de ojos azules llamado "Blond Adonis Shirley Crabtree." Él ganó el Campeonato de Peso Pesado Europeo en Joint Promotions y una rama disputada del Campeonato de Peso Pesado Británico en la independiente British Wrestling Federation antes de renunciar en 1966 tras una campaña de difamación por el ex-campeón Bert Assirati. Se retiró por unos seis años.

### Regreso
En 1972, Crabtree regresó a la Joint Promotions como un villano el gimmick de 'the Battling Guardsman' basado en su anterior servicio como guardia en Coldstream. Fue durante este periodo que el hizo sus primeras apariciones en World of Sport en ITV.
No mucho después, el hermano de Shirley, Max, fue elegido como booker del área norteña con Joint Promotions empezó a transformar a Crabtree en el personaje por el cual sería mejor recordado. Basado originalmente en el personaje del mismo nombre interpretado por el actor Burl Ives en la primera adaptación fílmica de La gata sobre el tejado de zinc (1958) de Tennessee Williams, Crabtree le dio vida a 'Big Daddy' a fines de 1974, inicialmente como un villano. Los leotardos del personaje eran emblasonados con una enorme "D" y habían sido tejidos por su mujer Eunice desde su sofá. El personaje obtuvo atención a mediados de 1975, cuando hizo pareja con el recién llegado Giant Haystacks. Sin embargo, durante este periodo, Daddy empezó a ser alentado por primera vez en su retorno cuando entró en un feudo con el enmascarado Kendo Nagasaki, especialmente cuando desenemascaró a Nagasaki durante una lucha televisada desde Solihull en diciembre de 1976 (aunque Nagasaki rápidamente ganó la lucha momentos después).
A mediados de 1977, Daddy completó su transformación en un blue-eye, un cambio realizado por el quiebre de su equipo con Haystacks y un posterior feudo entre los dos el cual duraría hasta a inicios de los años 90. Un firme favorito de los fanes, particularmente entre los niños, Big Daddy venía al ring con una capa de sequín o una chaqueta basada en la bandera de Reino Unido y sombrero de copa. Además de su feudo con Haystacks, Daddy también tuvo rivalidades con el luchador canadiense 'Mighty' John Quinn. Estelarizó en el Wembley Arena con sus luchas contra Quinn en 1979 y Haystacks en 1981. Posteriormente en los años 80, tuvo una rivalidad con Dave "Fit" Finlay, Drew McDonald y numerosos otros villanos.
En agosto de 1987 en el circo del Hippodrome en Great Yarmouth, Big Daddy luchó en una pelea en parejas junto a su sobrino Steve Crabtree (quién luchaba bajo el nombre de "Greg Valentine") contra King Kong Kirk y King Kendo. Después de que Big Daddy le hiciera una plancha a Kirk y lo cubriera, en lugar de hacer selling al impacto del movimiento final, Kirk se tornó de un color insalubre y fue llevado a un hospital. Tras su llegada, se confirmó su muerte. A pesar de descubrirse que la causa de muerte de Kirk era debido a una seria condición cardíaca y absolviera a Crabtree de toda responsabilidad, Crabtree se sentía devastado.
Continuó haciendo apariciones regulares durante inicios de los años 90, pero posteriormente se retiró de la lucha libre profesional para pasar el resto de sus días en su pueblo natal, Halifax. Durante su carrera, Margaret Thatcher y la Reina Elizabeth II decían que eran fanáticas de Big Daddy.

## Campeonatos y logros
- British Wrestling Federation

- British Heavyweight Championship (1 vez)
- European Heavyweight Championship (2 veces)